# ALWAYS WITH YOU 〜いつも心に青春の歌〜
『ALWAYS WITH YOU 〜いつも心に青春の歌〜』（オールウェイズ・ウィズ・ユー いつもこころにせいしゅんのうた）は、ユニバーサルミュージック・ダイレクトが企画・発売する通販専用CDボックスである。

## 概要
- 1970年代から1980年代を中心とした、フォークソング、ニューミュージックの曲の数々を収録したオリジナル・コンピレーション・アルバムである。
- CD5枚組で全85曲を収録。

## 収録曲

### DISC-1:Sony Music
| 曲順 | タイトル                 | アーティスト                   | 発売日         | レーベル                     |
| ---- | ------------------------ | ------------------------------ | -------------- | ---------------------------- |
| 01   | 空に太陽がある限り       | にしきのあきら                 | 1971年02月10日 | ソニー・ミュージックレコーズ |
| 02   | 17才                     | 南沙織                         | 1971年06月01日 | ソニー・ミュージックレコーズ |
| 03   | 結婚しようよ             | よしだたくろう                 | 1972年01月21日 | ソニー・ミュージックレコーズ |
| 04   | ひとりじゃないの         | 天地真理                       | 1972年05月21日 | ソニー・ミュージックレコーズ |
| 05   | 学生街の喫茶店           | ガロ                           | 1972年06月20日 | アルファレコード             |
| 06   | 赤い風船                 | 浅田美代子                     | 1973年04月21日 | ソニー・ミュージックレコーズ |
| 07   | 岬めぐり                 | 山本コウタローとウィークエンド | 1974年06月01日 | ソニー・ミュージックレコーズ |
| 08   | 『いちご白書』をもう一度 | バンバン                       | 1975年08月01日 | ソニー・ミュージックレコーズ |
| 09   | 木綿のハンカチーフ       | 太田裕美                       | 1975年12月21日 | ソニー・ミュージックレコーズ |
| 10   | 青春時代                 | 森田公一とトップギャラン       | 1976年08月21日 | ソニー・ミュージックレコーズ |
| 11   | 失恋レストラン           | 清水健太郎                     | 1976年11月21日 | ソニー・ミュージックレコーズ |
| 12   | フィーリング             | ハイ・ファイ・セット           | 1976年12月21日 | アルファレコード             |
| 13   | やさしい悪魔             | キャンディーズ                 | 1977年03月01日 | ソニー・ミュージックレコーズ |
| 14   | 秋桜                     | 山口百恵                       | 1977年10月01日 | ソニー・ミュージックレコーズ |
| 15   | 冬が来る前に             | 紙ふうせん                     | 1977年11月01日 | ソニー・ミュージックレコーズ |
| 16   | 迷い道                   | 渡辺真知子                     | 1977年11月01日 | ソニー・ミュージックレコーズ |
| 17   | 微笑がえし               | キャンディーズ                 | 1978年02月25日 | ソニー・ミュージックレコーズ |

### DISC-2:ユニバーサルミュージック
| 曲順 | タイトル                   | アーティスト            | 発売日         | レーベル                                               |
| ---- | -------------------------- | ----------------------- | -------------- | ------------------------------------------------------ |
| 01   | 誰もいない海               | トワ・エ・モワ          | 1970年11月05日 | 東芝EMI                                                |
| 02   | 知床旅情                   | 加藤登紀子              | 1970年11月01日 | ユニバーサルミュージック                               |
| 03   | また逢う日まで             | 尾崎紀世彦              | 1971年03月05日 | ユニバーサルミュージック                               |
| 04   | 学園天国                   | フィンガー5             | 1974年03月05日 | ユニバーサルミュージック                               |
| 05   | 私鉄沿線                   | 野口五郎                | 1975年01月21日 | ユニバーサルミュージック                               |
| 06   | シクラメンのかほり         | 布施明                  | 1975年04月10日 | キングレコード／渡辺音楽出版                           |
| 07   | 時の過ぎゆくままに         | 沢田研二                | 1975年08月21日 | ユニバーサルミュージック／渡辺音楽出版                 |
| 08   | 酒と泪と男と女             | 河島英五                | 1976年06月25日 | ワーナーミュージック・ジャパン／京都レコード           |
| 09   | 勝手にしやがれ             | 沢田研二                | 1977年05月21日 | ユニバーサルミュージック／渡辺音楽出版                 |
| 10   | 贈る言葉                   | 海援隊                  | 1979年11月01日 | ユニバーサルミュージック                               |
| 11   | 花〜すべての人の心に花を〜 | 喜納昌吉&チャンプルーズ | 1980年05月     | ユニバーサルミュージック                               |
| 12   | バスルームから愛をこめて   | 山下久美子              | 1980年06月25日 | コロムビアミュージックエンタテインメント／渡辺音楽出版 |
| 13   | リンダ                     | アン・ルイス            | 1980年08月05日 | ビクターエンタテインメント／渡辺音楽出版               |
| 14   | ラヴ・イズ・オーヴァー     | 欧陽菲菲                | 1983年04月05日 | ユニバーサルミュージック                               |
| 15   | 熱き心に                   | 小林旭                  | 1985年11月20日 | ユニバーサルミュージック                               |
| 16   | 時の流れに身をまかせ       | テレサ・テン            | 1986年02月21日 | ユニバーサルミュージック                               |
| 17   | 百万本のバラ               | 加藤登紀子              | 1987年04月25日 | ユニバーサルミュージック                               |

### DISC-3:ユニバーサルミュージック
| 曲順 | タイトル                 | アーティスト         | 発売日         | レーベル                   |
| ---- | ------------------------ | -------------------- | -------------- | -------------------------- |
| 01   | 走れコウタロー           | ソルティー・シュガー | 1970年07月05日 | ビクターエンタテインメント |
| 02   | 心の旅                   | チューリップ         | 1973年04月20日 | ビクターエンタテインメント |
| 03   | わたしの彼は左きき       | 麻丘めぐみ           | 1973年07月05日 | ビクターエンタテインメント |
| 04   | てんとう虫のサンバ       | チェリッシュ         | 1973年07月05日 | ビクターエンタテインメント |
| 05   | 襟裳岬                   | 森進一               | 1974年01月05日 | ビクターエンタテインメント |
| 06   | 東京                     | マイペース           | 1974年10月24日 | ビクターエンタテインメント |
| 07   | サボテンの花             | チューリップ         | 1975年12月05日 | ビクターエンタテインメント |
| 08   | ロマンス                 | 岩崎宏美             | 1975年07月25日 | ビクターエンタテインメント |
| 09   | ビューティフル・サンデー | 田中星児             | 1976年03月25日 | ビクターエンタテインメント |
| 10   | カルメン'77              | ピンク・レディー     | 1977年03月10日 | ビクターエンタテインメント |
| 11   | 愛のメモリー             | 松崎しげる           | 1977年08月10日 | ビクターエンタテインメント |
| 12   | 虹とスニーカーの頃       | チューリップ         | 1979年07月05日 | ビクターエンタテインメント |
| 13   | ダンシング・オールナイト | もんた&ブラザーズ    | 1980年04月21日 | ユニバーサルミュージック   |
| 14   | シルエット・ロマンス     | 大橋純子             | 1981年11月25日 | ユニバーサルミュージック   |
| 15   | 春なのに                 | 柏原芳恵             | 1983年01月11日 | ユニバーサルミュージック   |
| 16   | スローモーション         | 来生たかお           | 1983年12月01日 | ユニバーサルミュージック   |
| 17   | 想い出がいっぱい         | H2O                  | 1983年03月25日 | ユニバーサルミュージック   |

### DISC-4:ユニバーサルミュージック
| 曲順 | タイトル                 | アーティスト                    | 発売日         | レーベル                       |
| ---- | ------------------------ | ------------------------------- | -------------- | ------------------------------ |
| 01   | さらば青春               | 小椋佳                          | 1971年02月21日 | ユニバーサルミュージック       |
| 02   | ジョニィへの伝言         | ペドロ&カプリシャス             | 1973年03月10日 | ワーナーミュージック・ジャパン |
| 03   | 心もよう                 | 井上陽水                        | 1973年09月21日 | ユニバーサルミュージック       |
| 04   | あなた                   | 小坂明子                        | 1973年12月21日 | ワーナーミュージック・ジャパン |
| 05   | 帰らざる日々のために     | いずみたくシンガーズ            | 1974年04月25日 | ワーナーミュージック・ジャパン |
| 06   | 精霊流し                 | グレープ                        | 1974年04月25日 | ワーナーミュージック・ジャパン |
| 07   | 僕にまかせてください     | クラフト                        | 1975年04月19日 | ワーナーミュージック・ジャパン |
| 08   | スローバラード           | RCサクセション                  | 1976年01月21日 | ユニバーサルミュージック       |
| 09   | あずさ2号                | 狩人                            | 1977年03月25日 | ワーナーミュージック・ジャパン |
| 10   | 大阪で生まれた女         | BORO                            | 1979年08月01日 | ユニバーサルミュージック       |
| 11   | セーラー服と機関銃       | 薬師丸ひろ子                    | 1981年11月21日 | ユニバーサルミュージック       |
| 12   | ワインレッドの心         | 安全地帯                        | 1983年11月25日 | ユニバーサルミュージック       |
| 13   | 夢伝説                   | スターダストレビュー            | 1984年05月25日 | ワーナーミュージック・ジャパン |
| 14   | 翼の折れたエンジェル     | 中村あゆみ                      | 1985年04月21日 | ワーナーミュージック・ジャパン |
| 15   | ただお前がいい           | 小椋佳                          | 1987年12月01日 | ユニバーサルミュージック       |
| 16   | アクアマリンのままでいて | カルロス・トシキ&オメガトライブ | 1988年08月10日 | VAP                            |
| 17   | 雨                       | 森高千里                        | 1990年09月10日 | ワーナーミュージック・ジャパン |

### DISC-5:Sony Music
| 曲順 | タイトル                             | アーティスト     | 発売日         | レーベル                     |
| ---- | ------------------------------------ | ---------------- | -------------- | ---------------------------- |
| 01   | Mr.サマータイム                      | サーカス         | 1978年03月25日 | アルファレコード             |
| 02   | 東京ららばい                         | 中原理恵         | 1978年03月21日 | ソニー・ミュージックレコーズ |
| 03   | いい日旅立ち                         | 山口百恵         | 1978年11月21日 | ソニー・ミュージックレコーズ |
| 04   | 魅せられて                           | ジュディ・オング | 1979年02月25日 | ソニー・ミュージックレコーズ |
| 05   | きみの朝                             | 岸田智史         | 1979年03月21日 | ソニー・ミュージックレコーズ |
| 06   | SACHIKO                              | ばんばひろふみ   | 1979年09月21日 | エピックレコードジャパン     |
| 07   | 異邦人                               | 久保田早紀       | 1979年10月01日 | ソニー･ミュージックレコーズ  |
| 08   | 恋人よ                               | 五輪真弓         | 1980年08月21日 | ソニー･ミュージックレコーズ  |
| 09   | ペガサスの朝                         | 五十嵐浩晃       | 1980年11月01日 | ソニー･ミュージックレコーズ  |
| 10   | スローなブギにしてくれ（I want you） | 南佳孝           | 1981年01月21日 | ソニー･ミュージックレコーズ  |
| 11   | もしもピアノが弾けたなら             | 西田敏行         | 1981年04月01日 | ソニー･ミュージックレコーズ  |
| 12   | SOMEDAY                              | 佐野元春         | 1981年06月25日 | エピックレコードジャパン     |
| 13   | 涙をふいて                           | 三好鉄生         | 1982年08月05日 | アルファレコード             |
| 14   | 悲しい色やね                         | 上田正樹         | 1982年10月21日 | ソニー・ミュージックレコーズ |
| 15   | 初恋                                 | 村下孝蔵         | 1983年02月25日 | ソニー・ミュージックレコーズ |
| 16   | ガラス越しに消えた夏                 | 鈴木雅之         | 1986年02月26日 | エピックレコードジャパン     |
| 17   | CHA-CHA-CHA                          | 石井明美         | 1986年08月14日 | ソニー・ミュージックレコーズ |